# マクレナン郡 (テキサス州)
マクレナン郡（英: McLennan County）は、アメリカ合衆国テキサス州の中央部、エドワーズ高原に位置する郡である。人口は26万0579人（2020年）。郡庁所在地はウェーコであり、同郡で人口最大の都市である。マクレナン郡は1850年に設立され、郡名は初期開拓者のニール・マクレナンに因んで名付けられた。
マクレナン郡はその全体でウェーコ都市圏を構成している。

## 歴史
1850年、テキサス州議会がミラム郡の一部からマクレナン郡を設立した。郡庁所在地のウェーコは当初テキサス・レンジャーの前身基地として設立され、ジョージ・イーラスが区画を設定し、1850年には「ウェーコ・ビレッジ」と呼ばれていた。地元の伝承では、最初の持続的な飛行はライト兄弟のノースカロライナ州キティホークではなく、マクレナン郡内の小さな町であるトキオ郊外だった。ある男がジャイロコプターで飛んだ。第一次世界大戦中、郡内にはリッチ飛行場という軍隊の基地があった。戦後、人種問題が郡民の生活を脅かし、ウェーコ市とロリーナ市で各1度、クー・クラックス・クランが行進して多くの黒人市民をリンチにした。ウェーコ市政委員会とマクレナン郡郡政委員会で討議された「リンチ決議」にはそのような背景があった。第二次世界大戦が始まるとリッチ飛行場が再開された。

### 高等教育機関
1886年、インデペンデンス市にあったベイラー大学がウェーコ市に移転し、ウェーコ大学を吸収した。20世紀初期、郡内には5つものカレッジがあった。ベイラー大学以外には、現在テキサスクリスチャン大学と呼ばれているものの前身（現在はフォートワース市）、ポール・クイン・カレッジ（ダラス市）、さらに2つの短命に終わったカレッジだった。1960年代、テキサス州議会が最初のコミュニティ・カレッジであるマクレナン・コミュニティカレッジを設立した。これと同じ時期にテキサス州立工科カレッジの旗艦校としてジェイムズ・コナリー工科大学が設立され、テキサスA&M大学システムの一員となった。現在では郡内にベイラー大学、マクレナン・コミュニティカレッジおよびテキサス州立工科カレッジが残っており、郡内や周辺地域の高校卒業生の大部分を受け入れている。

### クラッシュでのクラッシュ
マクレナン郡のウェーコ市の北約15マイル (24 km) に短命だったがクラッシュという町があった。ウィリアム・ジョージ・クラッシュとミズーリ・カンザス・テキサス鉄道による宣伝行為を行うための町だった。見せ物の1つは重量35トンの蒸気機関車同士を衝突させることであり、これを見るために1人2ドルを払った観客を鉄道で運んだ。大々的な宣伝が行われた後の1896年9月15日、警官が4万人以上の観客を安全と思われる位置に誘導するために、実行が数時間遅れた。機関車2両の乗員はスロットルを開けたまま固定してから飛び降りた。機関車には枕木を積んだ貨車が連結され、4マイル (6.4 km) を走った後で、大音響と共に衝突した。双方の速度を合わせれば時速120マイル (192 km/h) になった。ボイラーが爆発し、群衆に向かって蒸気と破片を飛ばした。3人が死亡し、6人が負傷した。写真家のジャービス・"ジョー"・ディーンは飛んできたボルトで失明した。
ラグタイムの作曲家スコット・ジョプリンはこの事件のことを「The Great Crush Collision March」に収めた。ジョプリンはこの曲をミズーリ・カンザス・テキサス鉄道に捧げた。作曲家で歌手のブライアン・バーンズが2001年に創った「The Crash at Crush」でこの事件のことを歌った。

## 地理
アメリカ合衆国国勢調査局に拠れば、郡域全面積は1,060平方マイル (2,745 km2)であり、このうち陸地1,042平方マイル (2,699 km2)、水域は18平方マイル (47 km2)で水域率は1.73%である。

### 主要高規格道路
- 州間高速道路35号線
- アメリカ国道77号線
- アメリカ国道84号線
- テキサス州道6号線
- テキサス州道31号線
- テキサス州道163号線

### 隣接する郡
- ヒル郡 - 北
- ライムストーン郡 - 東
- フォールズ郡 - 南東
- ベル郡 - 南
- コリエル郡 - 南西
- ボスキー郡 - 北西

## 人口動態
以下は2000年国勢調査による人口統計データである。
| 基礎データ - 人口: 213,517人 - 世帯数: 78,859 世帯 - 家族数: 52,914 家族 - 人口密度: 79人/km2（205人/mi2） - 住居数: 84,795軒 - 住居密度: 31軒/km2（81軒/mi2） 人種別人口構成 - 白人: 72.17% - アフリカン・アメリカン: 15.19% - ネイティブ・アメリカン: 0.49% - アジア人: 1.07% - 太平洋諸島系: 0.05% - その他の人種: 9.21% - 混血: 1.83% - ヒスパニック・ラテン系: 17.91% 先祖による構成 - ドイツ系：12.8% - アメリカ人：11.0% - イギリス系：8.0% - アイルランド系：6.9% 年齢別人口構成 - 18歳未満: 26.6% - 18-24歳: 14.6% - 25-44歳: 26.4% - 45-64歳: 19.5% - 65歳以上: 12.9% - 年齢の中央値: 32歳 - 性比（女性100人あたり男性の人口） - 総人口: 94.1 - 18歳以上: 90.2 | 世帯と家族（対世帯数） - 18歳未満の子供がいる: 33.0% - 結婚・同居している夫婦: 49.7% - 未婚・離婚・死別女性が世帯主: 13.6% - 非家族世帯: 32.9% - 単身世帯: 26.0% - 65歳以上の老人1人暮らし: 9.7% - 平均構成人数 - 世帯: 2.59人 - 家族: 3.15人 収入と家計 - 収入の中央値 - 世帯: 33,560米ドル - 家族: 41,414米ドル - 性別 - 男性: 30,906米ドル - 女性: 21,978米ドル - 人口1人あたり収入: 17,174米ドル - 貧困線以下 - 対人口: 17.6% - 対家族数: 12.4% - 18歳未満: 20.7% - 65歳以上: 11.3% |

## 都市と町
| - ウェーコ - 郡庁所在地 - ヒューイット - ロビンソン - ベルミード - ビバリーヒルズ - ブルースビル・エディ† - クロウフォード - ゴールソン - ゴリンダ†† - ホールズバーグ - レイシーレイクビュー | - レロイ - ロリーナ - マート - マグレガー††† - ムーディ - リーゼル - ロス - バレーミルズ†††† - ウェスト - ウッドウェイ |

† 一部がフォールズ郡内 

†† 大半はフォールズ郡内 

††† 一部がコリエル郡内 

†††† 大半はボスキー郡内

### 未編入の町
- アクステル
- ダウンズビル
- チャイナスプリング
- エルムモット
- スピーグルビル

## 教育

### 大学とカレッジ
- ベイラー大学
- マクレナン・コミュニティカレッジ
- テキサス州立工科カレッジ

### 公立教育学区
マクレナン郡の公共教育は下記の独立教育学区が管轄している。
| - アクステル独立教育学区 - ボスキービル独立教育学区 - チャイナスプリング独立教育学区 - クロウフォード独立教育学区 - コナリー独立教育学区 | - ホールズバーグ独立教育学区 - ラベガ独立教育学区 - ロリーナ独立教育学区 - マート独立教育学区 - マグレガー独立教育学区 | - ミッドウェイ独立教育学区 - ムーディ独立教育学区 - リーゼル独立教育学区 - ロビンソン独立教育学区 - ウェーコ独立教育学区 | - ウェスト独立教育学区 |